# Grand Prix Brazílie 1980
 IX Grande Premio do Brasil
- 27. leden 1980
- Okruh Interlagos
- 40 kol x 7,874 km = 314,960 km
- 330. Grand Prix
- 1. vítězství pro René Arnouxe
- 2. vítězství pro Renault
- 11. vítězství pro Francii
- 9. vítězství pro vůz se startovním číslem 16

## Výsledky

### Pořadí v cíli
| Pozice | Jezdec                | Vůz             | Čas             |
| ------ | --------------------- | --------------- | --------------- |
| 1      | René Arnoux           | Renault RE 20   | 1:40'01.330     |
| 2      | Elio de Angelis       | Lotus 81        | á 0:21,860      |
| 3      | Alan Jones            | Williams FW07   | á 1:06,110      |
| 4      | Didier Pironi         | Ligier JS 11/15 | á 1:40,130      |
| 5      | Alain Prost           | McLaren M29B    | á 2:25,410      |
| 6      | Riccardo Patrese      | Arrows A3       | á 1 kolo        |
| 7      | Marc Surer            | ATS D3          | á 1 kolo        |
| 8      | Ricardo Zunino        | Brabham BT 49   | á 1 kolo        |
| 9      | Keke Rosberg          | Fittipaldi F7   | á 1 kolo        |
| 10     | Jochen Mass           | Arrows A3       | á 1 kolo        |
| 11     | John Watson           | McLaren M29B    | á 1 kolo        |
| 12     | Jean Pierre Jarier    | Tyrrell 009     | á 1 kolo        |
| 13     | Bruno Giacomelli      | Alfa Romeo 179  | á 1 kolo        |
| 14     | Derek Daly            | Tyrrell 009     | á 2 kola        |
| 15     | Emerson Fittipaldi    | Fittipaldi F7   | á 2 kola        |
| 16     | Gilles Villeneuve     | Ferrari 312T55  | á 4 kola/Plyn   |
| Kolo   | Odstoupili            | -               | -               |
| 33     | Patrick Depailler     | Alfa Romeo 179  | Elektronika     |
| 25     | Jean Pierre Jabouille | Renault RE 20   | Turbo           |
| 14     | Nelson Piquet         | Brabham BT 49   | Suspenzor       |
| 13     | Clay Regazzoni        | Ensign N 180    | Řízení          |
| 13     | Jacques Laffite       | Ligier JS 11/15 | Elektronika     |
| 10     | Jody Scheckter        | Ferrari 312T5   | Motor           |
| 1      | Carlos Reutemann      | Williams FW07B  | Rozvody         |
| 1      | Mario Andretti        | Lotus 81        | Zapalování      |
| -      | Nestartovali          | -               | -               |
| -      | Jan Lammers           | ATS D3          | 2'29.54/ 105.8% |
| -      | David Kennedy         | Shadow DN11     | 2'30.52/ 106.4% |
| -      | Stefan Johansson      | Shadow DN11     | 2'31.48/ 107.1% |
| -      | Eddie Cheever         | Osella FA1      | 2'34.52/ 109.3% |

### Nejrychlejší kolo
- René Arnoux Renault 2:27,31 – 192,427
- 3. nejrychlejší kolo pro René Arnouxe
- 3. nejrychlejší kolo pro Renault
- 21. nejrychlejší kolo pro Francii
- 14. nejrychlejší kolo pro vůz se startovním číslem 16

### Vedení v závodě
- 1. kolo - Gilles Villeneuve
- 2.-24. kolo - Jean Pierre Jabouille
- 25.-40. kolo - René Arnoux

### Postavení na startu
- Jean Pierre Jabouille Renault 2'21.40
- 5. Pole position pro Jean Pierre Jabouilleho
- 7. Pole position pro Renault
- 19. Pole position pro Francii
- 6. Pole position pro vůz se startovním číslem 15

| 1. řada  | 1                                    | 2                                 |
|          | Jean Pierre Jabouille Renault 2'2140 | Didier Pironi Ligier 2'2165       |
| 2. řada  | 3                                    | 4                                 |
|          | Gilles Villeneuve Ferrari 2'2217     | Carlos Reutemann Williams 2'2226  |
| 3. řada  | 5                                    | 6                                 |
|          | Jacques Laffite Ligier 2'2230        | René Arnoux Renault 2'2231        |
| 4. řada  | 7                                    | 8                                 |
|          | Elio de Angelis Lotus 2'2240         | Jody Scheckter Ferrari 2'2302     |
| 5. řada  | 9                                    | 10                                |
|          | Nelson Piquet Brabham 2'2316         | Alan Jones Williams 2'2338        |
| 6. řada  | 11                                   | 12                                |
|          | Mario Andretti Lotus 2'2346          | Clay Regazzoni Ensign 2'2485      |
| 7. řada  | 13                                   | 14                                |
|          | Alain Prost McLaren 2'2495           | Riccardo Patrese Arrows 2'2506    |
| 8. řada  | 15                                   | 16                                |
|          | Keke Rosberg Fittipaldi 2'2574       | Jochen Mass Arrows 2'2575         |
| 9. řada  | 17                                   | 18                                |
|          | Bruno Giacomelli Alfa Romeo 2'2580   | Ricardo Zunino Brabham 2'2653     |
| 10. řada | 19                                   | 20                                |
|          | Emerson Fittipaldi Fittipaldi 2'2686 | Marc Surer ATS 2'2710             |
| 11. řada | 21                                   | 22                                |
|          | Patrick Depailler Alfa Romeo 2'2711  | Jean Pierre Jarier Tyrrell 2'2715 |
| 12. řada | 23                                   | 24                                |
|          | John Watson McLaren 2'2729           | Derek Daly Tyrrell 2'2821         |
| -------- | ------------------------------------ | --------------------------------- |

### Zajímavosti
- 50 GP pro stáj ATS

| Pole position         | Vítězství    | Nej. kolo    |
| Jean Pierre Jabouille | René Arnoux  | René Arnoux  |
| Renault RE20          | Renault RE20 | Renault RE20 |
| 2'21.40               | 1:40'01.33   | 2'27.31      |
| 200.470 km/h          | 188.934 km/h | 192.427 km/h |
| --------------------- | ------------ | ------------ |

### Stav MS
- Zelená - vzestup
- Červená - pokles

| *  | Jezdec           | Body |
| -- | ---------------- | ---- |
| 1  | Alan Jones       | 13   |
| 2  | René Arnoux      | 9    |
| 3  | Elio de Angelis  | 6    |
| 4  | Nelson Piquet    | 6    |
| 5  | Keke Rosberg     | 4    |
| 6  | Didier Pironi    | 3    |
| 7  | Derek Daly       | 3    |
| 8  | Alain Prost      | 3    |
| 9  | Bruno Giacomelli | 2    |
| 10 | Riccardo Patrese | 1    |

| *  | Vůz        | Body |
| -- | ---------- | ---- |
| 1  | Williams   | 13   |
| 2  | Renault    | 9    |
| 3  | Brabham    | 6    |
| 4  | Lotus      | 6    |
| 5  | Fittipaldi | 4    |
| 6  | Tyrrell    | 3    |
| 7  | Ligier     | 3    |
| 8  | McLaren    | 3    |
| 9  | Alfa Romeo | 2    |
| 10 | Arrows     | 12   |

| * | Stát      | Body |
| - | --------- | ---- |
| 1 | Francie   | 15   |
| 2 | Austrálie | 13   |
| 3 | Itálie    | 9    |
| 4 | Brazílie  | 6    |
| 3 | Finsko    | 4    |
| 4 | Irsko     | 3    |